# ルキウス・カルプルニウス・ピソ・カエソニヌス (紀元前148年の執政官)
ルキウス・カルプルニウス・ピソ・カエソニヌス（ラテン語: Lucius Calpurnius Piso Caesoninus、生没年不詳）は紀元前2世紀中頃の共和政ローマの政治家・軍人。紀元前148年にコンスル（執政官）を務めた。

## 出自
ピソ・カエソニヌスはプレブス（平民）であるカルプルニウス氏族の出身である。最も古い氏族のひとつであり、第2代ローマ王ヌマ・ポンピリウスの息子カルプス (Calpus) を始祖としているとされる（ヌマの子孫と称する氏族は他にピナリウス氏族、ポンポニウス氏族、アエミリウス氏族がある）。カピトリヌスのファスティによると、父も祖父もプラエノーメン（第一名、個人名）はガイウスである。父ガイウスは紀元前180年の執政官ガイウス・カルプルニウス・ピソと思われる。但し、ピソ・カエソニヌスが二重コグノーメン（家族名）を持っていることから、カエソニウス氏族からの養子であろう。

## 経歴
ピソ・カエソニヌスが最初に資料に登場するのは紀元前155年のことである。プラエトル（法務官）に就任し、ヒスパニア・キテリオルまたはヒスパニア・ウルテリオルの属州総督として赴任した。アッピアノスはもう一人の属州総督をマニウス・マニリウスとしているが、どちらの属州であったかは示していない。現代の研究者は、カエソニヌスはヒスパニア・ウルテリオル属州総督であったと考えている。この年に、ルシタニア人がヒスパニアに侵攻し、二人の属州総督の連合軍を撃破したことが知られている。ローマ側の戦死者は6000人以上でクァエストル（財務官）も一人戦死しているが、それ以上の詳細は不明である。ピソ・カエソニヌスは直ちにローマに戻り、元老院に報告した。元老院はこれを重視して紀元前153年ヒスパニアに執政官クィントゥス・フルウィウス・ノビリオルを派遣するが、これは紀元前195年以来32年ぶりのことであった。
紀元前148年、カエソニヌスは執政官に就任する。同僚のパトリキ（貴族）執政官はスプリウス・ポストゥミウス・アルビヌス・マグヌスであった。第三次ポエニ戦争の最中であり、くじ引きの結果カエソニヌスがカルタゴに向かうことになった。前年に二人の執政官が首都カルタゴを攻撃して失敗していたため、カエソニヌスはカルタゴの直接攻撃はせず、周辺の都市・地域の占領を戦略目標とした。艦隊の司令官はルキウス・ホスティリウス・マンキヌスであった。カエソニヌスとマンキヌスはまずアスピス（現ケリビア）を陸海から攻撃したが撃退された。続いてカエソニヌスはカルタゴとウティカの間にあるヒッポ・レギウス（現アンナバ）を包囲した。この都市はシュラクサイの僭主アガトクレスが建設したもので、強固に防御されていた。ローマ軍は夏の間ヒッポ・レギウスを包囲したが得るものはなく撤退したローマ軍の士気は低下し、カルタゴは一旦失われた領土を取り戻した。ローマ市民はこの失態に激怒した。当時のウィッリウス法は執政官の就任年齢を最低43歳と定めていたが、翌年の執政官には38歳のプブリウス･コルネリウス・スキピオ・アエミリアヌスが選出される。
これ以降、カエソニヌスに関する記録はない。

## 子孫
紀元前112年の執政官ルキウス・カルプルニウス・ピソ・カエソニヌスは息子と思われる。

## 参考資料

### 古代の資料
- アッピアノス『ローマ史』
- カピトリヌスのファスティ
- プルタルコス『対比列伝』

### 研究書
- Rodionov E. Punic wars. - SPb. : St. Petersburg State University, 2005 .-- 626 p. - ISBN 5-288-03650-0 .
- Simon G. The Wars of Rome in Spain. - M .: Humanitarian Academy, 2008. - 288 p. - ISBN 978-5-93762-023-1 .
- Broughton R. Magistrates of the Roman Republic. - N. Y. , 1951. - Vol. I. - P. 600.
- Münzer F. Calpurnius 87 // Paulys Realencyclopädie der classischen Altertumswissenschaft . - 1897. - Bd. III, 1. - Kol. 1386-1387.